# Stan Richards
Stanley "Stan" Richards, född 8 december 1930 i Barnsley, South Yorkshire, död 11 februari 2005  i Barnsley, South Yorkshire, var en brittisk skådespelare. Richards började sin karriär som stå-upp komiker, men är mest känd för sin roll som Seth Armstrong i TV-serien Hem till gården där han medverkade 1978–2003 och åter 2004.